# Mary Putnam Jacobi

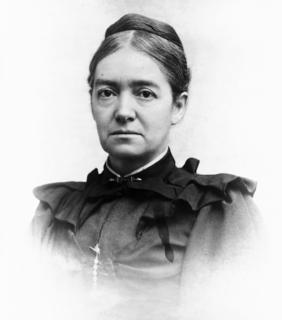
Mary Putnam Jacobi

Mary Corinna Jacobi z domu Putnam (ur. 31 sierpnia 1842, zm. 10 czerwca 1906) – amerykańska lekarka, pisarka i sufrażystka, pierwsza kobieta, która otrzymała członkostwo amerykańskiej Akademii Medycyny.
Córka George'a Palmera Putnama i Wiktoryny Haven Putnam, urodziła się w rodzinie znanego angielskiego wydawcy.
Po założeniu filii wydawnictwa (Wiley & Putnam) w Nowym Jorku, rodzina przeniosła się tam w 1848. W tym mieście Mary spędziła dzieciństwo i młodość, tu ukończyła w 1863 Kolegium Farmaceutyczne, a w następnym roku uzyskała doktorat w Kolegium Medycznym Pensylwanii. Na dalsze studia wyjechała do Paryża do Szkoły Medycznej - była pierwszą kobietą przyjętą na studia w Ecole de Médecine. Po powrocie do Nowego Jorku rozpoczęła praktykę lekarską. W 1872 założyła Stowarzyszenie Poparcia dla Medycznego Kształcenia Kobiet i była jego przewodniczącą w latach 1874-1903.
W 1872 roku uruchomiła w Nowojorskim Szpitalu dla Kobiet i Dzieci pierwszy oddział dziecięcy, a także stała się pierwszą kobietą przyjętą w poczet członków Nowojorskiej Akademii Medycznej.
W 1873 Mary Putnam poślubiła dr Abrahama Jacobi, nazwanego „ojcem amerykańskiej pediatrii”. Była uważana za najwybitniejsza lekarkę swoich czasów.